# Engraulis encrasicolus
Az Engraulis encrasicolus a sugarasúszójú halak (Actinopterygii) osztályának heringalakúak (Clupeiformes) rendjébe, ezen belül a szardellafélék (Engraulidae) családjába tartozó faj.
Nemének a típusfaja.

## Előfordulása
Az Engraulis encrasicolus elterjedési területe az Atlanti-óceán keleti része; Norvégiától Kelet-Angliáig, délen pedig a Dél-afrikai Köztársaságig. Az Atlanti-óceán és az Északi-tengeren kívül még megtalálható a Balti- (Észtország partjainál), Földközi-, Fekete- és az Azovi-tengerekben is. A Szuezi-csatorna közelében is vannak állományai.

## Megjelenése
Ez a halfaj általában 13,5 centiméter hosszú, de akár 20 centiméteresre is megnőhet. 4-12,5 centiméteresen felnőttnek számít. A fiatalnak ezüstös sáv fut az oldalán, amely idős korára eltűnik.

## Életmódja
Nyílt tengeri halfaj, de a brakkvizet is megtűri. Általában 0-400 méteres mélységek között tartózkodik. Nagy rajokban él. Tápláléka főleg plankton. Nyáron északabbra vándorol, télen visszatér megszokott helyére.
Legfeljebb 3 évig él.

## Szaporodása
Az Engraulis encrasicolus áprilistól novemberig ívik, főleg a melegebb hónapokban; ilyenkor beúszik a torkolatokba és lagúnákba. Az ikrák ellipszis alakúak, és körülbelül 50 méter mélységben lebegnek. Ívás után, 24-65 órára kikelnek az ivadékok.

## Felhasználása
Az Engraulis encrasicolusnak, ipari mértékű halászata folyik. E halat főleg csaléteknek használják. Az ember frissen, szárítva, füstölve vagy konzervként használja.